# 今釘小町
今釘 小町（いまくぎ こまち、2002年1月6日 - ）は、日本の女子ラグビーユニオン選手。

## プロフィール
- 京都府出身[1]。
- ポジションはスタンドオフ(SO)、ウィング(WTB)、センター(CTB)。
- 身長 157cm、体重 60kg
- 愛称はこまち、まちこ[2]。
- 女子日本代表キャップは13。（2022年11月現在）

## 略歴
2019年7月13日に行われた女子オーストラリア遠征女子オーストラリア代表戦にて途中出場で女子日本代表初キャップを獲得した。
2020年、石見智翠館高校卒業後、立正大学に入る。
2022年、ラグビーワールドカップ2021の女子日本代表に選ばれた。